# Labradorand
Labradorand (Camptorhynchus labradorius) är en utdöd nordamerikansk fågel i familjen änder inom ordningen andfåglar. Den var den första fågelart som dog ut i Nordamerika efter Columbus ankomst. Den var redan en sällsynt fågel innan europeiska bosättare kom dit, och dog ut snart därefter. 54 eller 55 exemplar finns bevarade till eftervärlden och förvaras på olika museer världen runt.

## Utseende
Hanen var tecknad i svartvitt som en ejder, men hade bortsett från handpennorna helt vita vingar. Honan var gråaktig och svart tecknad likt sjöorre och svärta. Huvudet var avlångt och ögonen små. Näbben var nästan lika lång som huvudet. Kroppen var kort, likaså fötterna som satt långt bak på kroppen. Stjärten var kort och rundad.

## Systematik
Labradoranden placeras som ensam art i släktet Camptorhynchus. Troligen var den närmast släkt med sjöorrar och svärtor i släktet Melanitta.

## Utbredning och levnadssätt
Vintertid förekom den utmed New Jerseys och New Englands kust i skyddade sandvikar och hamnar. Häckningsbiologin är okänd, men tros ha häckat i Labrador och norra Quebec. John James Audubons son rapporterar om att ha sett ett labradorandsbo, men det är oklart var.

### Föda

Illustration av John James Audubon.

Näbbens uppbyggnad var speciell med sin breda och platta spets med ett antal lameller på insidan. På så sätt anses den vara en ekologisk motsvarighet till alförrädaren. Näbben var också ovanligt mjuk och kan ha använts för att leta efter föda i sediment. Den tros ha levt av mollusker och skaldjur på grunt vatten.

## Utdöende
Man tror att labradoranden alltid varit sällsynt, men mellan 1850 och 1870 blev den allt ovanligare. Varför den dog ut är fortfarande oklart. Även om den jagades ansågs den allmänt smaka illa och ruttna snabbt. Möjligen var dess ägg eftertraktade, liksom dess fjädrar. Den kan också ha drabbats av födobrist i vinterkvarteren när befolkningsökningen och industrialiseringen i övervintringsområdet minskade tillgången på skaldjur. Även om andra havslevande änder har en liknande diet var labradoranden mest specialiserade av alla.

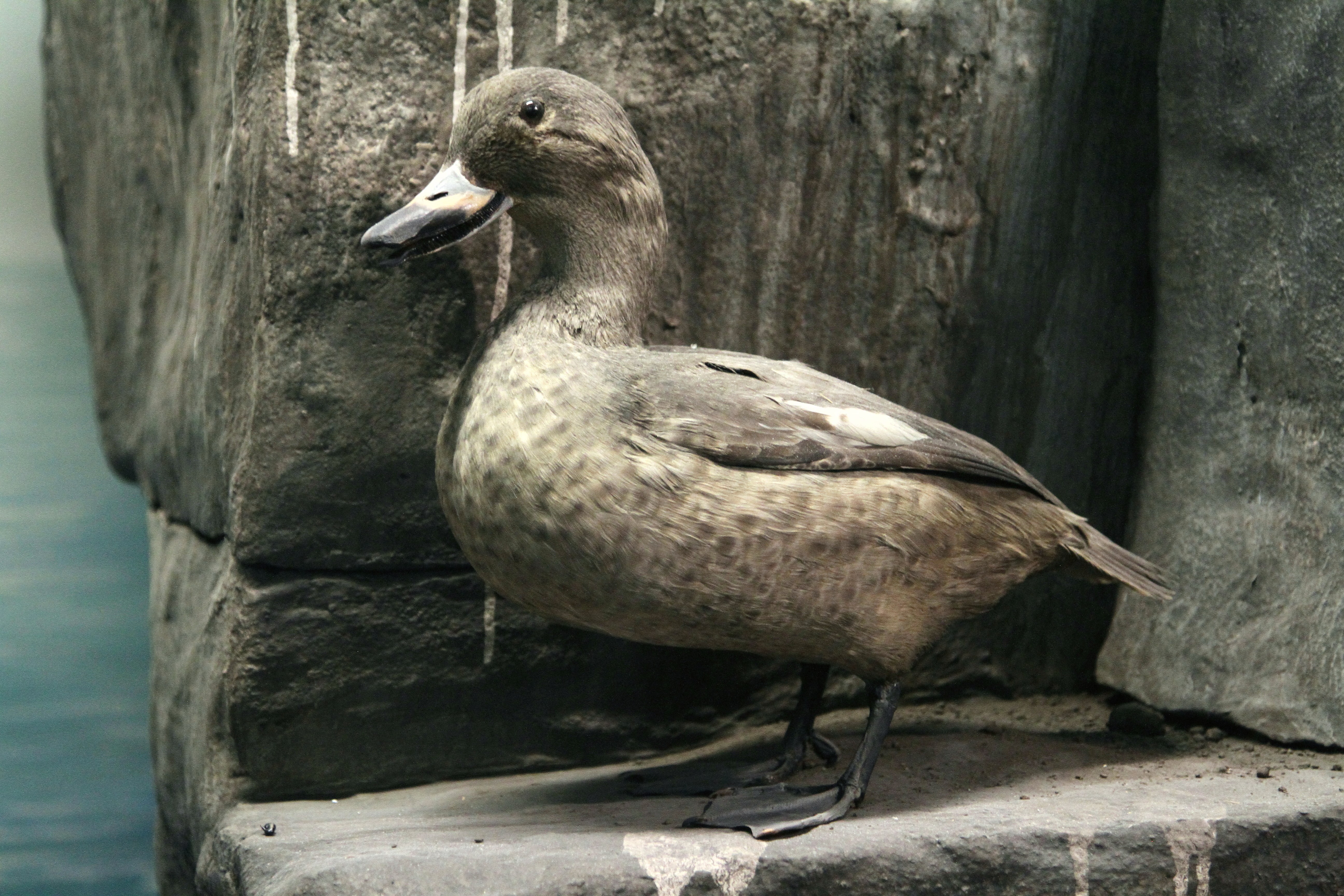
Hona.

En annan teori är människans påverkan på de kustnära områdena i Nordamerika, vilket tvingade fågeln att lämna sin nisch. Eftersom det var den enda andarten som hade sin utbredning begränsad till den amerikanska östkusten var detta svårt. Den rapporterades senast 1875.

## Bildgalleri

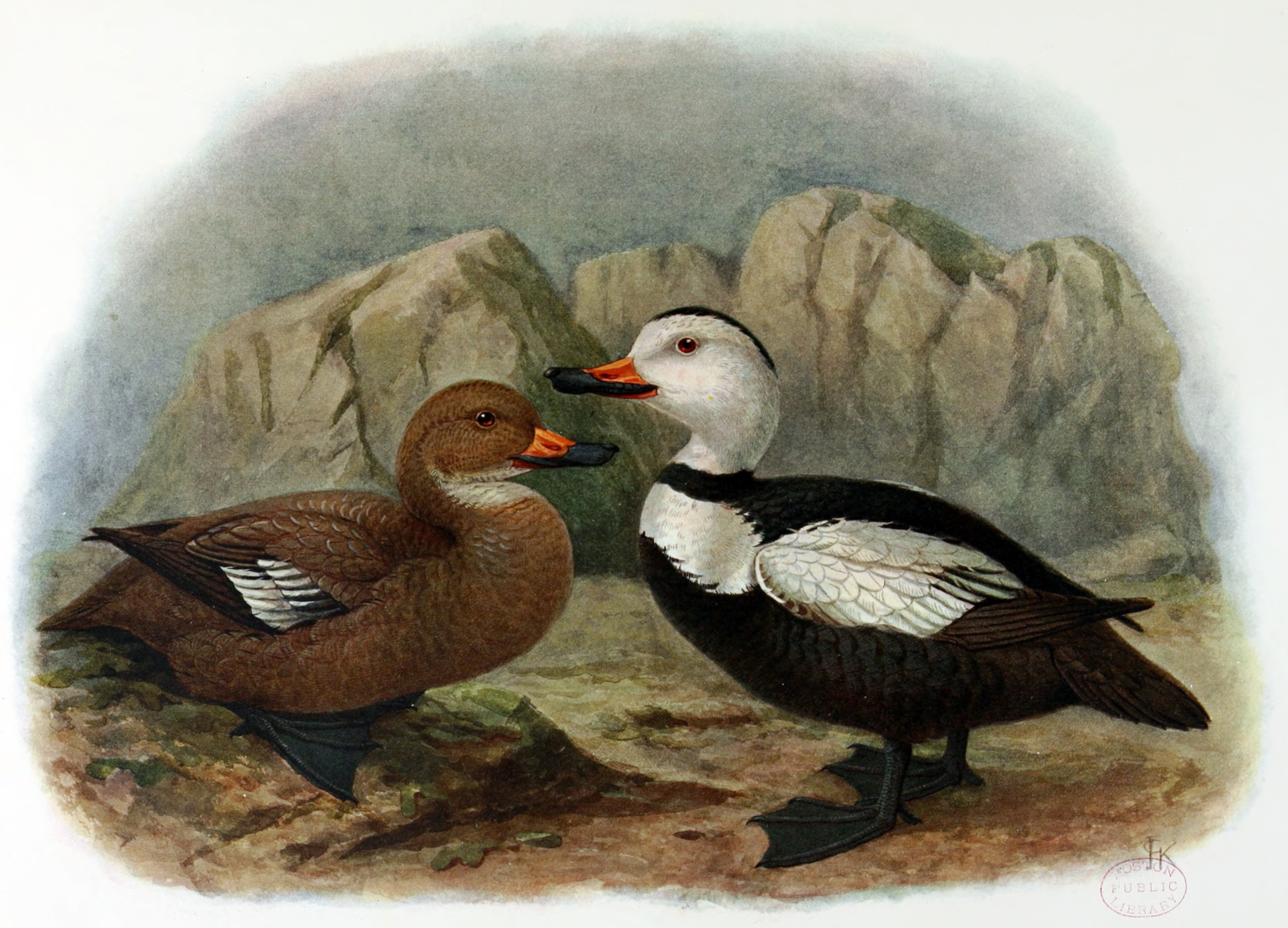
Hane och hona illustrerad av John Gerrard Keulemans
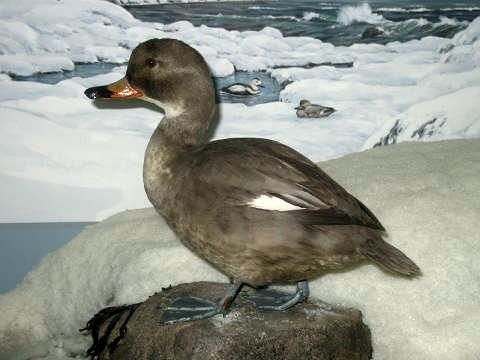
Uppstoppad hona på American Museum of Natural History, New York.
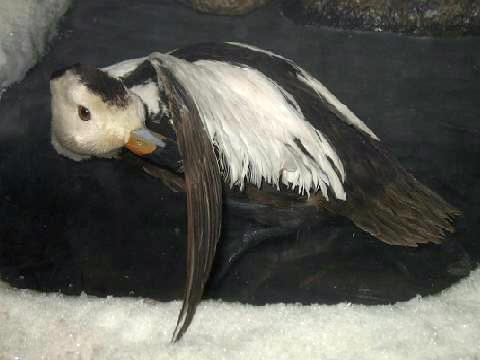
Uppstoppad hane på American Museum of Natural History, New York.
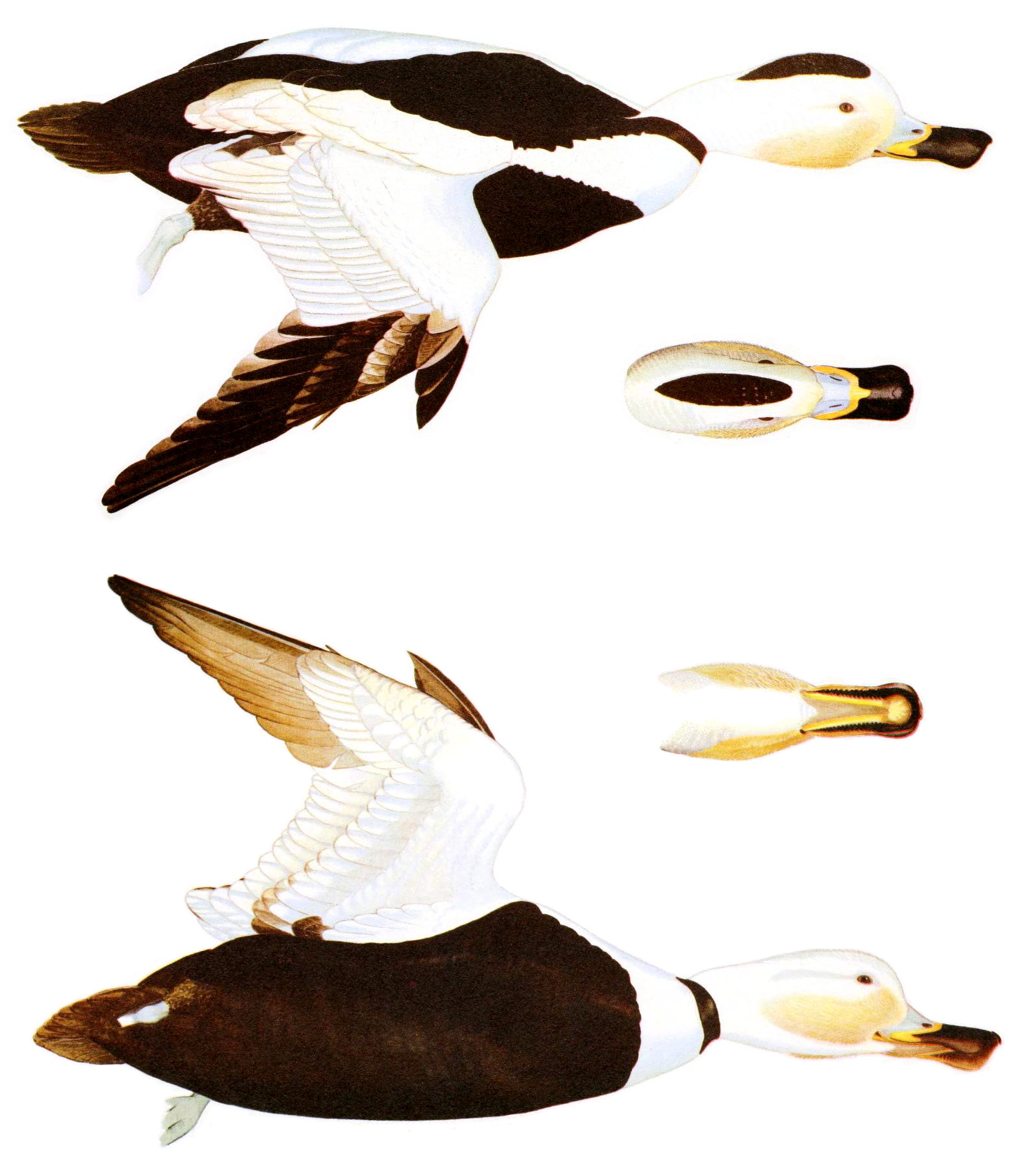
Teckning av hanfågel.
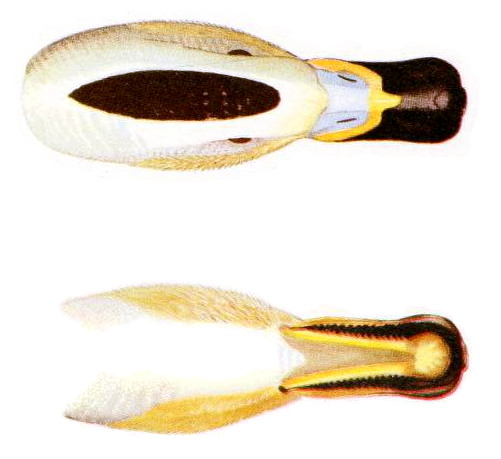
Teckning av huvudet på hanfågel
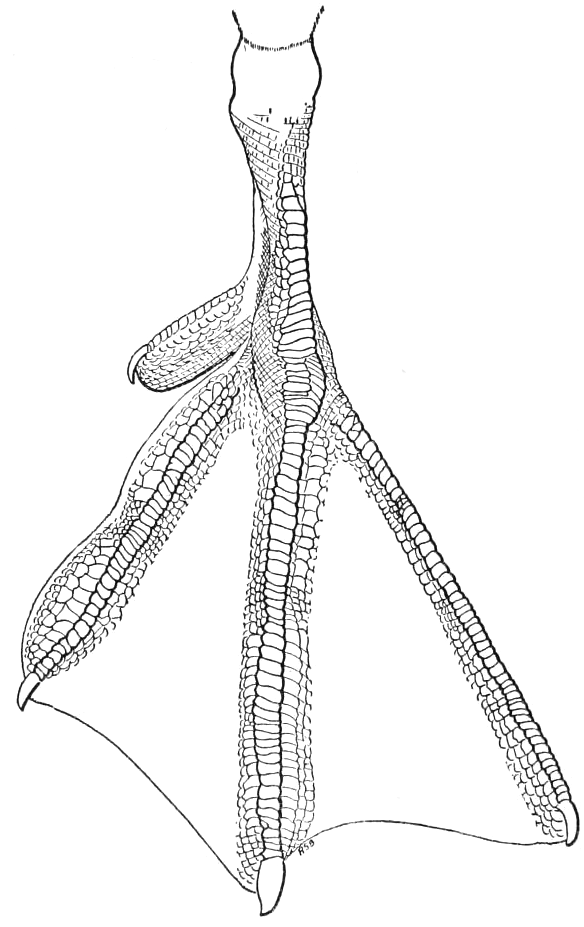
Skiss av fot på hanfågel.